# Trava elétrica

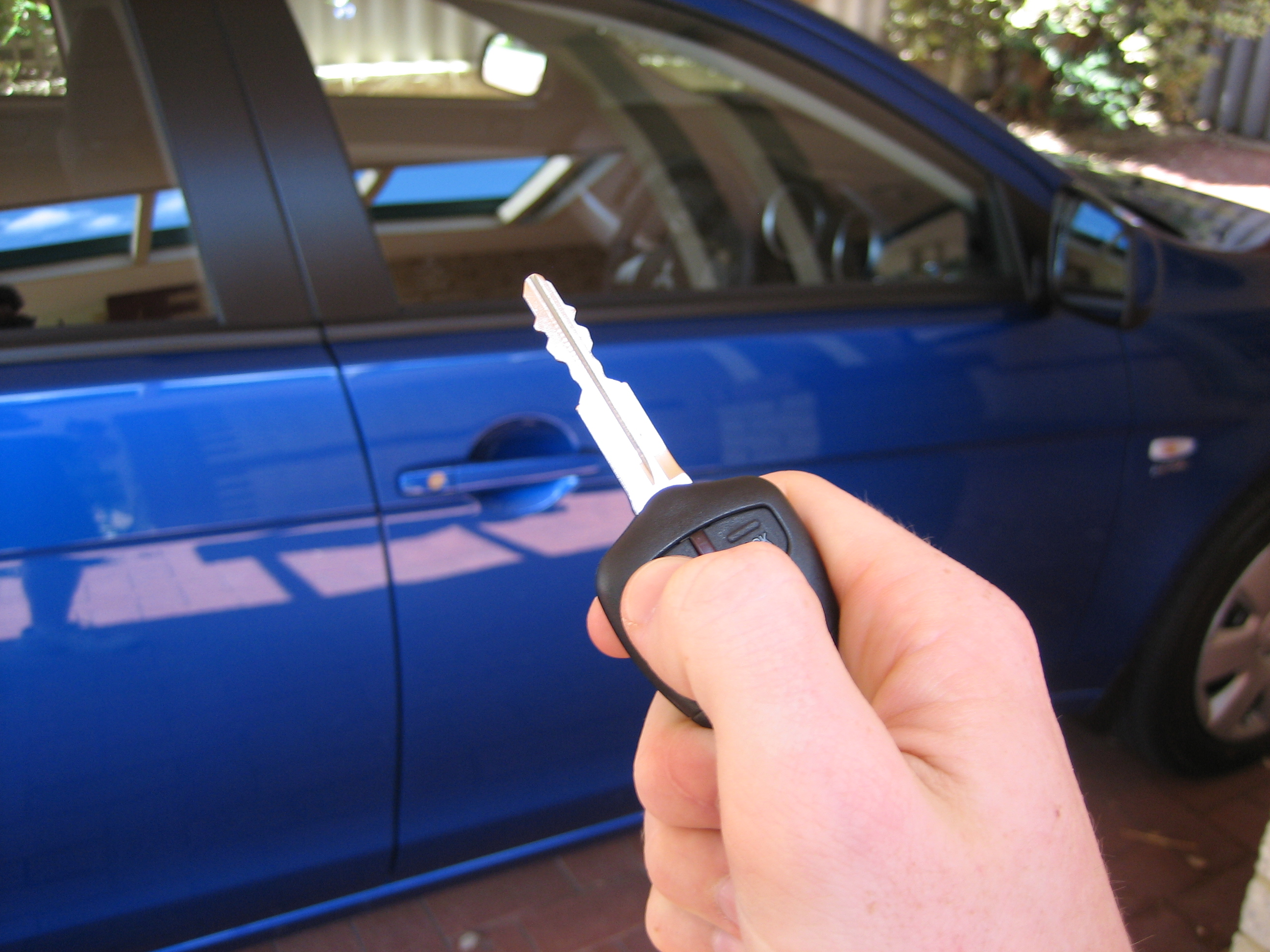
Ao pressionar um botão da chave do veículo, as portas são automaticamente travadas ou destravadas.

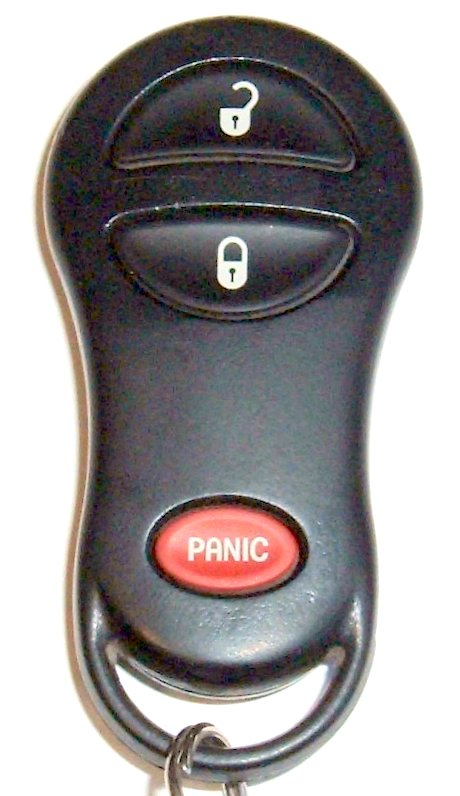
Um controle remoto em forma de chaveiro.

Trava elétrica com Comando Remoto (no Brasil) ou Fecho Centralizado com Comando à Distância (em Portugal) é um dispositivo que permite trancar ou destrancar uma porta a distância, sem auxílio da chaves.

## Funcionamento
A trava elétrica consiste basicamente de um sistema eletro-mecânico agregado à porta e acionado eletronicamente através das chaves do veículo ou com o auxilio de um alarme automotivo.
Nos automóveis, os alarmes recebem um código do controle remoto que pode ter combinações infinitas de números que são captadas por uma centralina, um dispositivo que identifica os códigos numéricos e os transforma em pulsos elétricos que acionam o motor da trava e abrem e fecham as portas, ela dispõe de um motor pequeno que movimentam várias engrenagens em seu interior assim, ela trava e destrava o carro.
O controle dispõe geralmente de uma bateria que o alimenta, a carga da bateria determina o alcance do controle. Normalmente ele tem um led que avisa quando é efetuada alguma operação. As travas podem ser acopladas ao alarme do carro, tornando mais prático ainda a armação do alarme e travamento do carro por um único só comando.
Também hoje em dia é possível outras operações pelo controle remoto, como destravar o porta-malas, ou mesmo abrí-lo dependendo do modelo do automóvel. Embora ainda raros, pode-se também usar travas elétricas em outros locais, como portas e portões residenciais.

## Instalação
A instalação em automóveis deve ser feita com muito cuidado e por profissionais para não danificar a originalidade do veículo.